# 頂點!!!
《頂點!!!》是一部日本漫畫作品，故事原案為，作畫為，原案協力為Team Y。於《月刊Bushiroad》2021年2月號開始連載。改編電視動畫《頂點!!!!!!!!!!!!!!!》於2022年7月2日開始播出。
Team Y的3名成員（佐佐木未來、愛美、伊藤彩沙）曾在2019年1月出演的活動中表演了漫才，由此啟動了本企劃。

## 登場人物

### 
阪本弥生（聲：伊藤彩沙）
高桥艾（聲：愛美）
细野柚（聲：佐佐木未來）
白壁真子（聲：小原莉子）
薮北冴香
城崎光（聲：若井友希）
笠间雏（聲：葉月陽葵）
小松崎美由（聲：櫻川惠）
牛久操（聲：豐田萌繪）
六香亭唯菜（聲：小島菜菜惠）
石屋友音（聲：鈴木愛奈）
北斗千步里（聲：小山百代）
清鹤加奈（聲：相良茉優）
天野千岁（聲：相羽亞衣奈）
秋鹿伊吕波（聲：黑木穗乃香）

## 出版書籍
| 冊數 | KADOKAWA      | KADOKAWA              |
| 冊數 | 發售日期      | ISBN                  |
| ---- | ------------- | --------------------- |
| 1    | 2021年8月6日  | ISBN 978-4-04899490-3 |
| 2    | 2022年1月20日 | ISBN 978-4-04899508-5 |

## 電視動畫
2022年1月7日，宣佈將獲改編為電視動畫《頂點!!!!!!!!!!!!!!!》。2月18日，公開前導視覺圖、角色視覺圖，以及製作人員陣容。6月2日，宣佈首播日期為7月2日。
2022年7月8日，官方宣布原定于7月9日播放的第二话改为重播第一话，7月16日按原计划播放第三话，根据预告，可能内容提及“大统领暗杀计划”有关，而恰好当天前日本首相安倍晋三遇刺身亡。前三话曾经在举行的先行发布会上播出过。原第2話後定於2022年9月10日重新播放。

### 製作人員
- 原案：《頂點!!!》
- 漫畫：
- 故事原案：
- 原案協力：Team Y（佐佐木未來、愛美、伊藤彩沙）
- 總導演、音響監督：高松信司
- 導演：渡部穩寬
- 構成、劇本：熊谷純
- 角色原案：
- 角色設計：大久保義之
- 音樂：TECHNOBOYS PULCRAFT GREEN-FUND
- 音響製作：DAX Production
- 動畫監製：冨嶽
- 動畫製作：Drive
- 製作：頂點大獎賽實行委員會

### 主題曲
片頭曲
主唱：頂點All Stars，作词、作曲、編曲：TECHNOBOYS PULCRAFT GREEN-FUND
片尾曲
主唱：May'n，作詞：May'n、大石昌良，作曲、編曲：大石昌良、
插曲
主唱：，作詞、作曲、編曲：TECHNOBOYS PULCRAFT GREEN-FUND
第3話插曲。

### 各話列表
| 話數   | 日文標題 | 中文標題         | 劇本   | 分鏡     | 演出       | 作畫監督                                                             | 總作畫監督                              | 首播日期      |
| ------ | -------- | ---------------- | ------ | -------- | ---------- | -------------------------------------------------------------------- | --------------------------------------- | ------------- |
| 第1話  |          | 炸雞之章         | 熊谷純 | 渡部穩寬 | 渡部穩寬   | 上西麻耶、吉田和香子、川添亞希子、清水勝祐                           | 大久保義之                              | 2022年 7月2日 |
| 第2話  |          | 牛之章           | 熊谷純 | 渡部穩寬 | 曾根利幸   | 上西麻耶、山村俊了、中山和子 中村和代、和田伸一、清水勝祐、Nyki Ikyn | 北村友幸、吉乃万智                      | 9月10日       |
| 第3話  |          | 惡代官之章       | 熊谷純 | 渡部穩寬 | 加藤顯     | 、星野玲香、吉田龍一郎                                               | 大久保義之                              | 7月16日       |
| 第4話  |          | 沙龍之章         | 熊谷純 | 白旗伸朗 | 吉田俊司   | 酒井KEI、芝花風花、曉 、、木木欣 星月動畫、、Revival、               | 大久保義之、北村友幸                    | 7月23日       |
| 第5話  |          | 燈之章           | 熊谷純 | 渡部穩寬 | 渡部穩寬   | 上西麻耶、清水勝祐、星野玲香、STUDIO MASSKET                         | 北村友幸                                | 7月30日       |
| 第6話  |          | 粉末之章         | 熊谷純 | 阿蒜晃士 | 佐藤友一、 | 中山和子、Studio MarBean                                             | 大久保義之、北村友幸                    | 8月6日        |
| 第7話  |          | 郵購之章         | 熊谷純 | 石平信司 | 曾根利幸   | 山村俊了、中野江美子、安達祐輔 和田伸一、吉田和香子、清水勝祐        | 上西麻耶、星野玲香                      | 8月13日       |
| 第8話  |          | 大人的肉之章     | 熊谷純 | 渡部穩寬 | 渡部穩寬   | 安達祐輔、中野江美子 吉田和香子、和田伸一、STUDIO MASSKET            | 上西麻耶、北村友幸、星野玲香            | 8月20日       |
| 第9話  |          | 亞當斯基之章     | 熊谷純 | 渡邊慎一 | 山本辰     | 木下由美子、楊明坤、陳伊莎 Studio MarBean、EN.studio、STUDIO TOKORO  | 大久保義之、北村友幸 上西麻耶、星野玲香 | 8月27日       |
| 第10話 |          | 皮納塔之章       | 熊谷純 | 白旗伸朗 | 加藤顯     | 上西麻耶、清水勝祐、STUDIO MASSKET                                   | 北村友幸、星野玲香                      | 9月3日        |
| 第11話 |          | 最終boss降臨之章 | 熊谷純 | 阿蒜晃士 | 熊野千尋   | 清水勝祐、STUDIO MASSKET                                             | 北村友幸、星野玲香、上西麻耶            | 9月17日       |
| 第12話 |          | 笑之章           | 熊谷純 | 渡部穩寬 | 渡部穩寬   | 中野江美子、aXisRae、tobira、Nyki Ikyn ONE ORDER、Triple A、RadPlus  | 大久保義之                              | 9月24日       |

## 外部連結
- 動畫《頂點!!!!!!!!!!!!!!!》官方網站（日語）
- 動畫《頂點!!!!!!!!!!!!!!!》官方的X（前Twitter）（日語）